# Juvigny-en-Perthois
 Juvigny-en-Perthois  là một xã thuộc tỉnh Meuse trong vùng Grand Est đông nam nước Pháp. Xã này nằm ở khu vực có độ cao trung bình 283 mét trên mực nước biển.